# Simon Harcourt (1684-1720)
Simon Harcourt (9 octobre 1684 - 1er juillet 1720) est un homme politique anglais qui siège à la Chambre des communes de 1710 à 1715.

## Biographie
Il est l'aîné des fils survivants de Simon Harcourt (1er vicomte Harcourt) et de sa première épouse, Rebecca Clarke, fille du révérend Thomas Clarke, aumônier de son père. Sa mère et son frère aîné meurent quand il est jeune et il devient l'héritier du vicomte. Il est sujet aux grandes attentes de son père. Il fait ses études au Collège d'Eton en 1698 et est admis à Inner Temple en 1701 et inscrit à Christ Church, Oxford le 3 novembre 1702. En 1706, il voyage à l'étranger en Italie et fréquente l'université de Padoue. En 1710, il est appelé au barreau.
Il est élu député de Wallingford aux élections générales de 1710. Il est à l'étranger, probablement pour des raisons de santé pendant la majeure partie de la première moitié de 1713 et manque la campagne pour les élections générales de 1713. Son père le propose pour l'Oxfordshire, l'Université d'Oxford, où il obtient une maîtrise à Oxford l'année précédente, Wallingford et Abingdon. Il n'est réélu que pour Abingdon, où il n'a pas d'opposant. Il est battu aux élections générales de 1715.
Il est en mauvaise santé et prend les eaux au pays de Galles et à l'étranger. Il meurt à Paris le 1er juillet 1720, apparemment des suites d'une atteinte hépatique résultant d'une consommation excessive d'alcool et est enterré à Stanton Harcourt.

## Famille et descendance
Le 21 juillet 1709, il épouse Elizabeth Evelyn (décédée en 1760), fille de John Evelyn de Wootton, dans le Surrey et sœur de son ami d’Eton, John Evelyn (1er baronnet). Il laisse un fils et deux filles survivants. Son fils succède à son grand-père comme 2e vicomte en 1727 et est créé en 1749 comte Harcourt. Une fille, Martha, épouse George Venables-Vernon (1er baron Vernon) .